# Kasteel Himeji

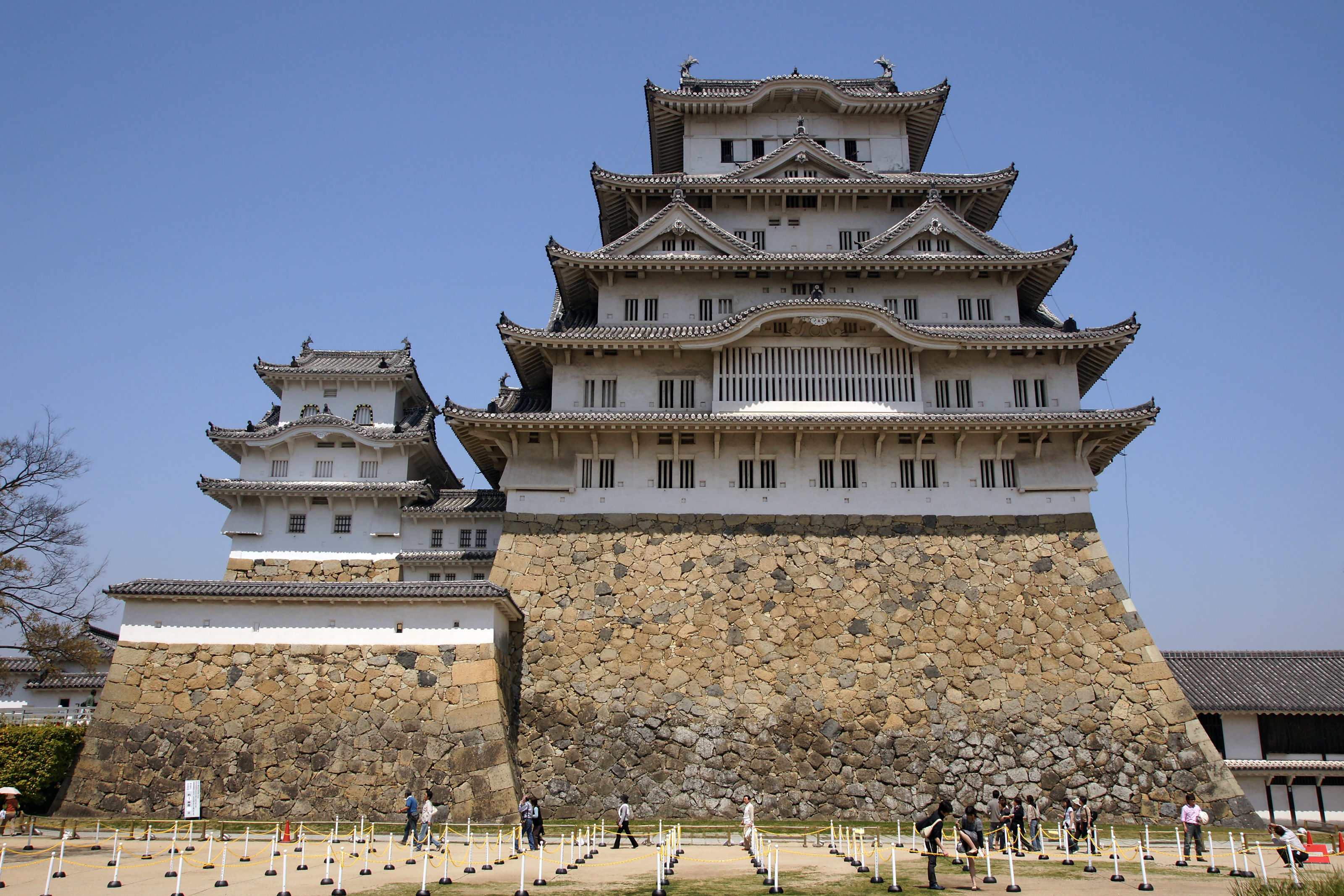
Vooraanzicht Himeji-jō

Kasteel Himeji (姫路城, Himeji-jō) is een Japans kasteel dat gelegen is in de stad Himeji in de prefectuur Hyōgo. Het is een van de oudste overblijvende originele gebouwen uit de Sengoku-periode. Het kasteel heeft de status van Nationaal erfgoed van Japan en wordt sinds december 1993 door de UNESCO als Werelderfgoed erkend. Het kasteel van Himeji vormt samen met Kasteel Matsumoto en Kasteel Kumamoto de drie bekendste kastelen van Japan. Het kasteel wordt soms Hakurojō of Shirasagijō ("Witte reiger-kasteel") genoemd vanwege zijn witte buitenmuren.

## Geschiedenis
De bouw van het kasteel begon tijdens de Nanboku-cho-periode van de Muromachi-periode. Het werd toen Kasteel Himeyama genoemd. In 1346 plande Akamatsu Sadanori om een kasteel te bouwen aan de voet van de berg Himeji. Nadat Akamatsu was gesneuveld in de Kakitsu-oorlog werd het kasteel kortstondig overgenomen door de Yamana-clan. Na de Onin-oorlog kwam het kasteel opnieuw in handen van de Akamatsu-familie.
In 1580 kwam het kasteel in handen van Toyotomi Hideyoshi. Kuroda Yoshitaka bouwde een toren met drie verdiepingen.
Na de Slag bij Sekigahara in 1600 kwam het kasteel in het bezit van Tokugawa Ieyasu. Hij schonk het kasteel vervolgens aan Ikeda Terumasa. Tussen 1601 en 1609 verbouwde Ikeda het kasteel tot het zijn huidige vorm kreeg. De laatste grote verandering, de westelijke cirkel, werd afgewerkt in 1618.
Himeji werd in 1945, op het einde van de Tweede Wereldoorlog, zwaar gebombardeerd. Hoewel bijna de volledige omgeving vernield werd, bleef het kasteel ongeschonden.

## Trivia
- De James Bondfilm You Only Live Twice met Sean Connery uit 1967 werd voor een deel opgenomen in Kasteel Himeji.
- In de film Ran uit 1985 van Akira Kurosawa werd Himeji gebruikt in een groot deel van de film.
- In de film The Last Samurai uit 2003 met Tom Cruise werden enkele scènes opgenomen in het kasteel van Himeji.

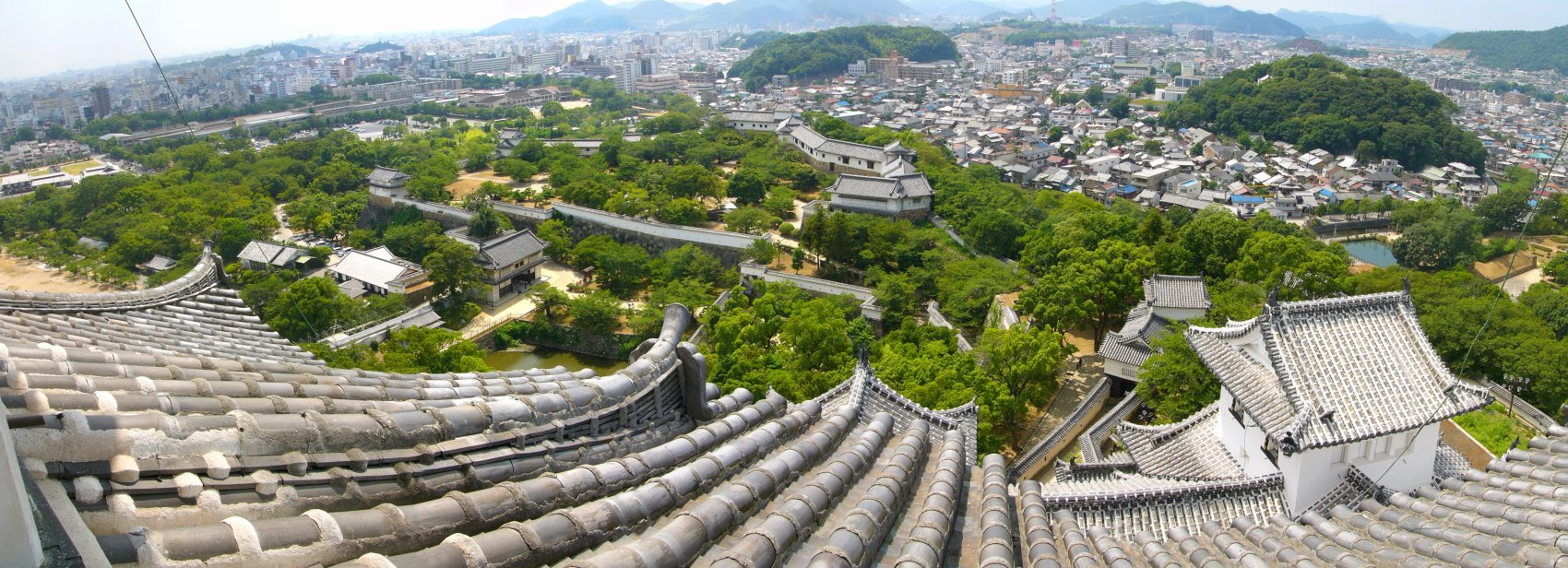
Panoramisch beeld van de omgeving van het kasteel met de stad Himeji op de achtergrond

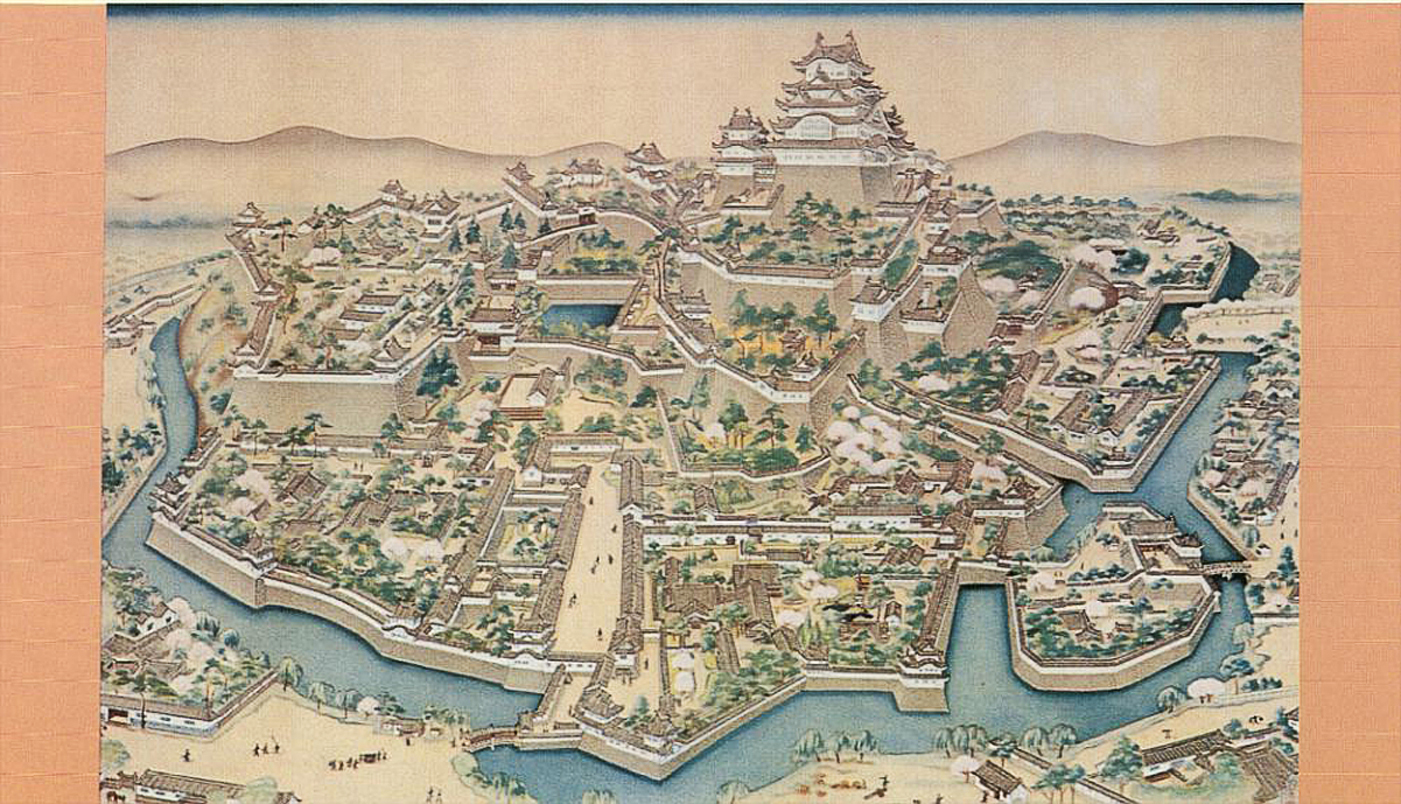
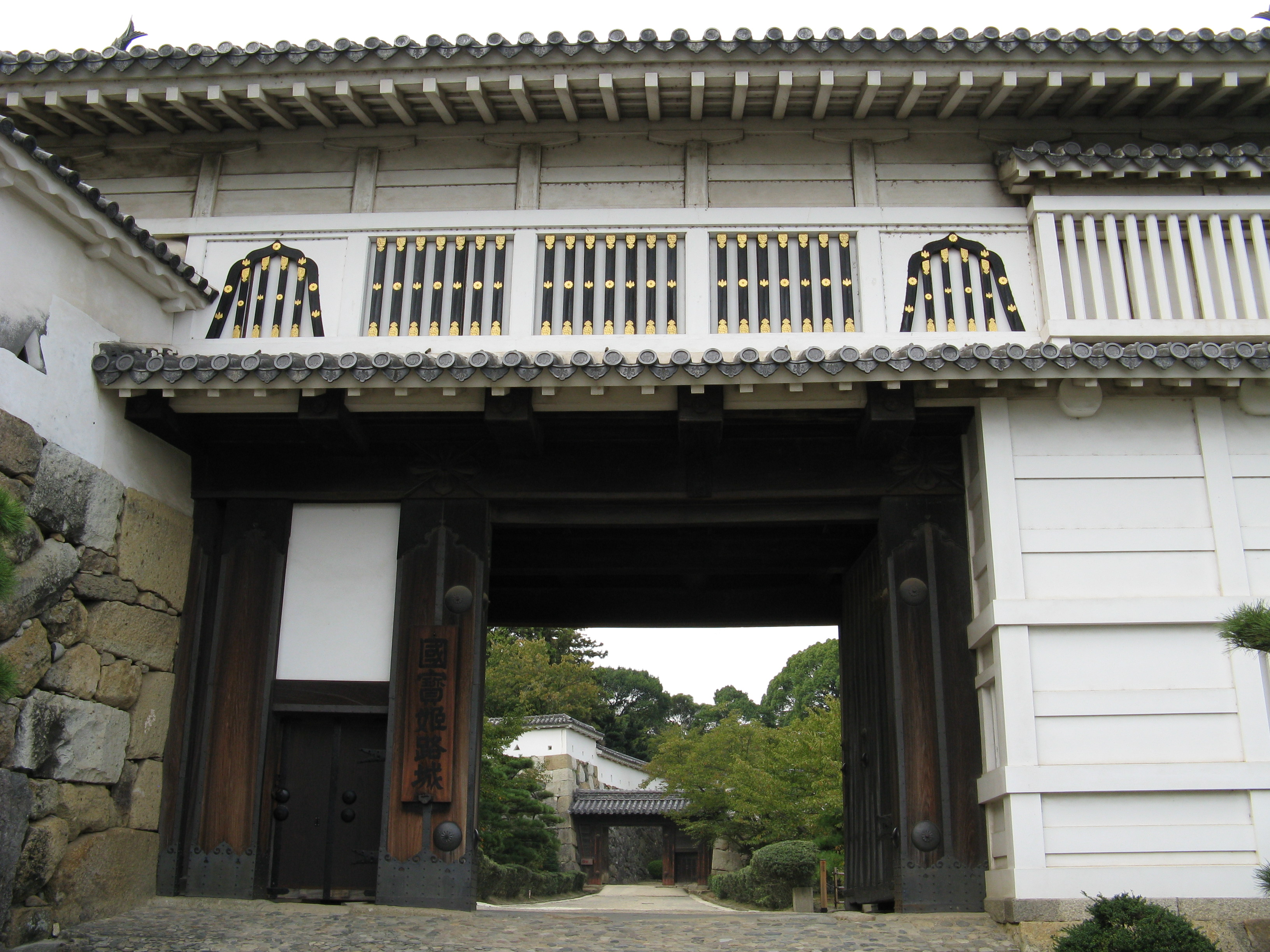
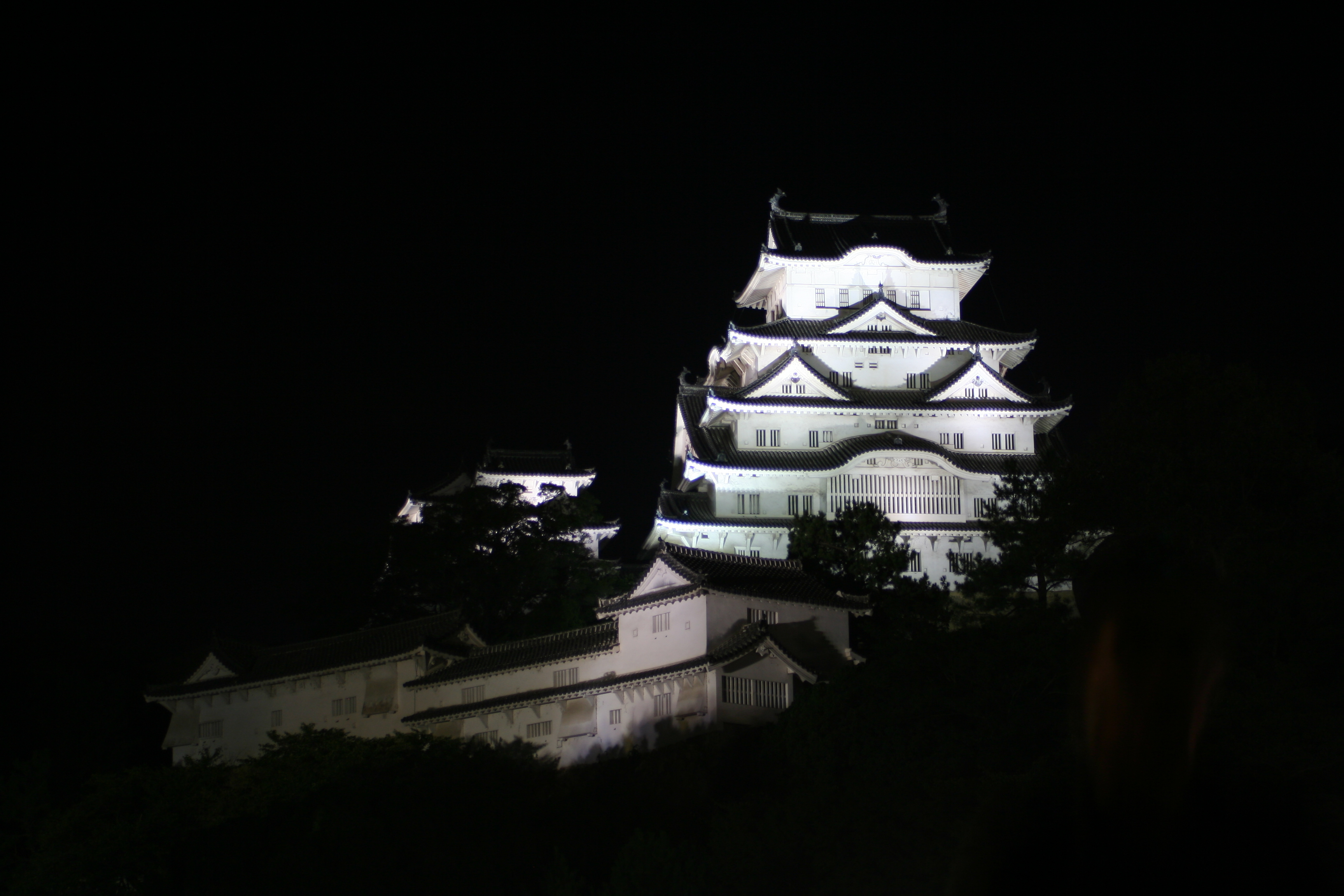
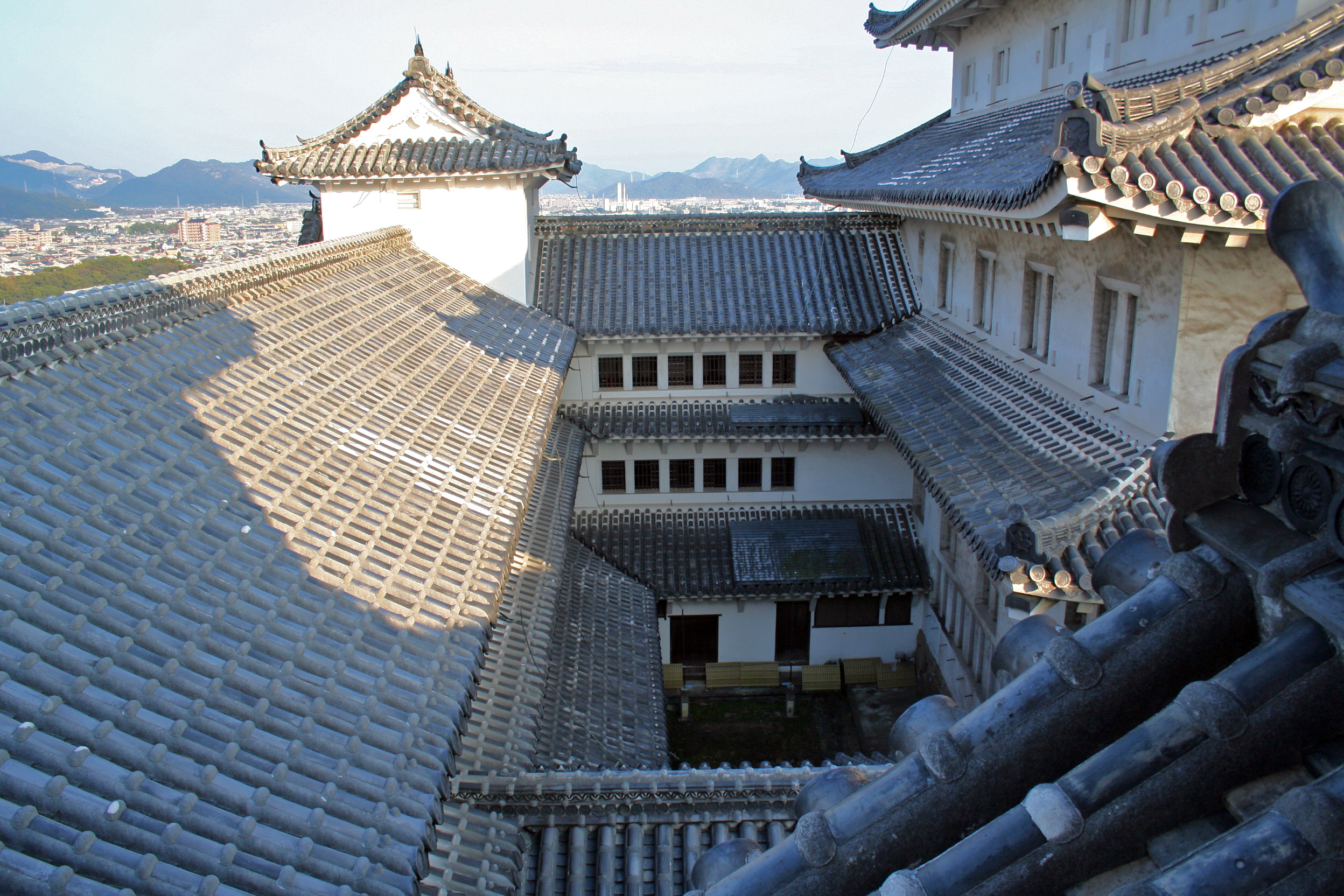
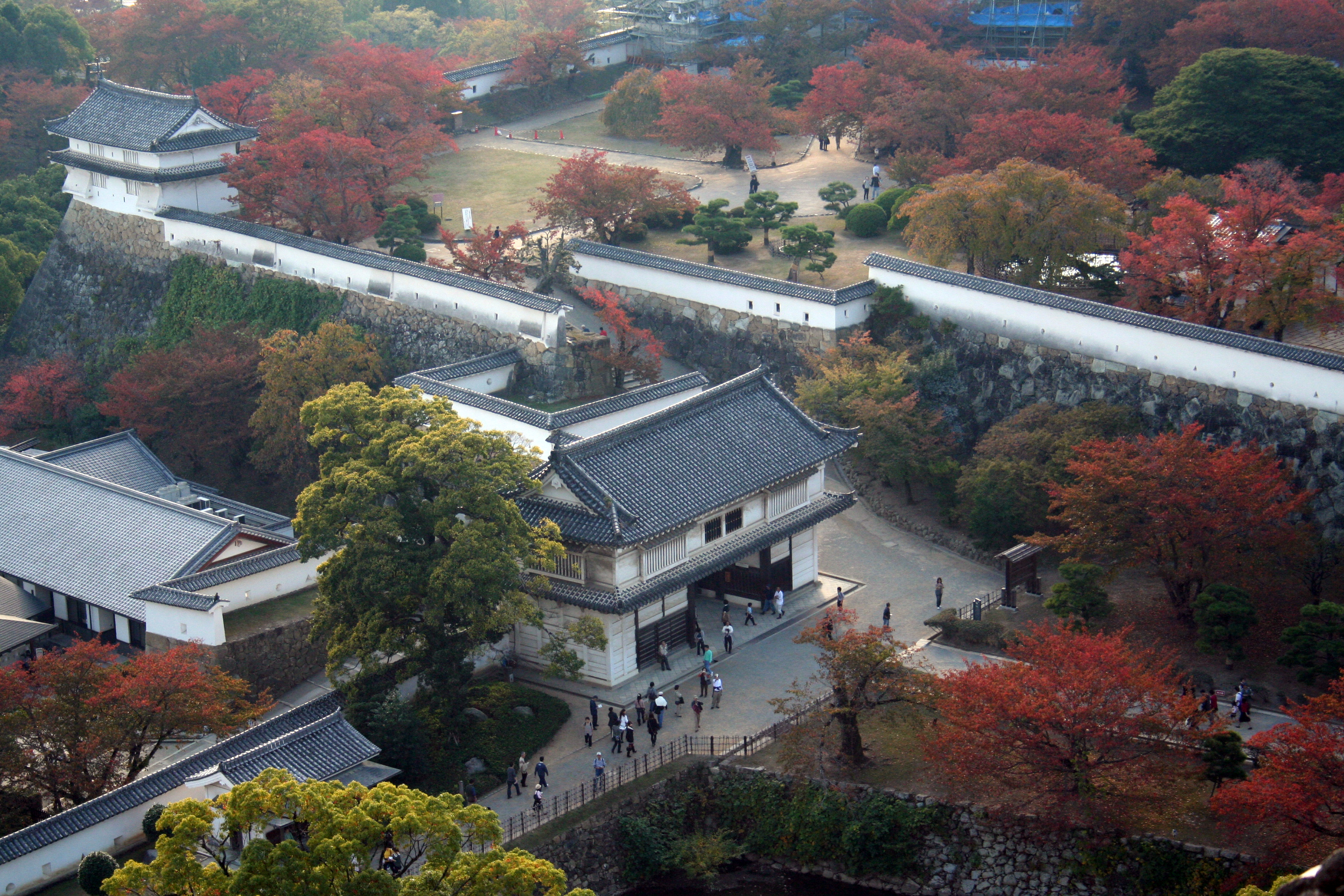
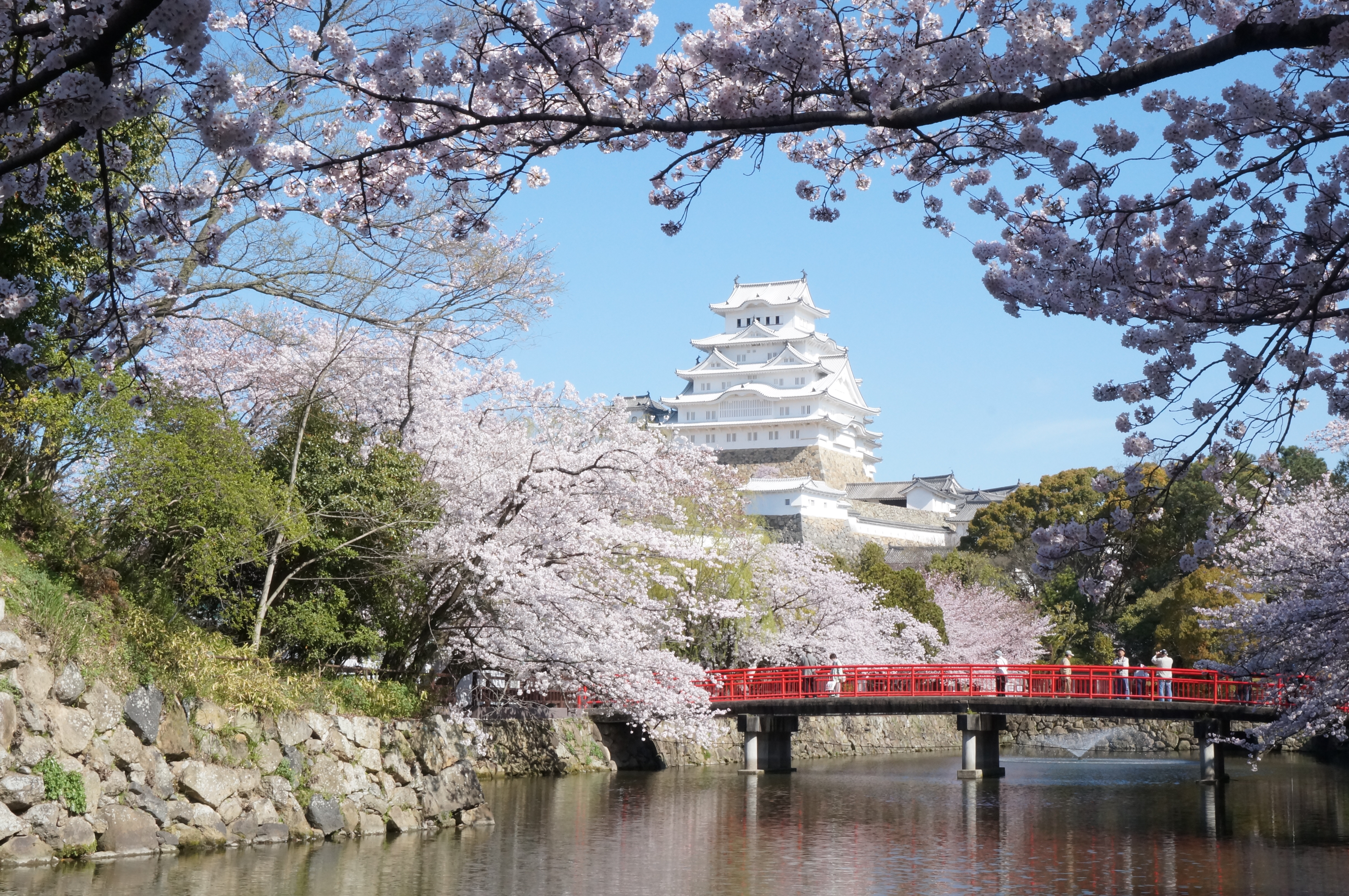